# Anereuthina ocularia
Anereuthina ocularia är en fjärilsart som beskrevs av Swinhoe 1890. Anereuthina ocularia ingår i släktet Anereuthina och familjen nattflyn. Inga underarter finns listade i Catalogue of Life.